# Michael Swan
Michael Swan (ur. 11 czerwca 1948 w San Jose w stanie Kalifornia, USA) – amerykański aktor i reżyser telewizyjny i filmowy.
Urodził się w San Jose jako syn Donalda Arthura i Alys Lucille (z domu Wilkinson) Swanów.
Za rolę Duncana McKechnie w operze mydlanej As the World Turns (1986–2002) zdobył w 1988 r. nominację do nagrody Soap Opera Digest.
1 stycznia 1984 r. ożenił się z Barbie Benson, lecz w grudniu 1987 r. doszło do rozwodu. W latach 1994–1996 był żonaty z Susan Mariotti, z którą ma dwoje dzieci: córkę Caitlin Marie i syna Alexandra Bensona. Związany był z Robin Quivers (1991–1992).

## Filmografia

### Seriale TV
- 1975: Bronk jako Detektyw Sierżant Venneman
- 1976: Sierżant Anderson (Police Woman) jako Chaucer
- 1976: Marcus Welby, lekarz medycyny (Marcus Welby, M.D.) jako Stash
- 1976: Bronk jako Venneman
- 1978: Vega$ jako David Lansford
- 1978: Chips jako Ed
- 1978: Prywatny detektyw Jim Rockford (The Rockford Files) jako Cal Morris
- 1978: Lucan jako Hartley
- 1979: Stop Susan Williams jako Jack Schoengarth
- 1980: Galactica 1980 jako Zastępca Collins
- 1980: The Chisholms jako Tolliver
- 1981: Falcon Crest jako Richard Channing
- 1981: Vega$ jako Larry
- 1983: M*A*S*H jako Lejtnant Brannum
- 1983: Podróżnicy! (Voyagers!) jako pilot Mike Dorfman
- 1983: T.J. Hooker jako Peterson
- 1983: Drużyna A (The A-Team) jako Trigg
- 1983–1984: Hardcastle i McCormick (Hardcastle and McCormick) jako Tony Rothman
- 1984: Matt Houston jako Casey
- 1984: Riptide jako Ridderhouse
- 1985: Santa Barbara jako Doktor
- 1985: Rituals jako Agent FBI #2
- 1985: Magnum (Magnum P.I.) jako kapitan piracki James Dawkins z 1759 roku
- 1986: Napisała: Morderstwo (Murder, She Wrote) jako Cliff Anderson
- 1996–1997: Tylko jedno życie (One Life to Live) jako Bishop John Carpenter
- 2000: Stan wyjątkowy (Martial Law)
- 1986–2002: As the World Turns jako Duncan McKechnie
- 1998–2003: Moda na sukces (The Bold and The Beautiful) jako Adam Alexander / Myles Fairchild
- 2003: Guiding Light (The Guiding Light) jako Bill Smith
- 2008: Agenci NCIS (NCIS) jako Ray Vittorio
- 2012: Jeden gniewny Charlie (Anger Management) jako Victor

### Filmy fabularne
- 1976: Dynastia (Dynasty, TV) jako pilot
- 1976: Pytanie (The Quest, TV) jako Aktor
- 1980: Inside Moves jako taksówkarz
- 1983: V jako Oficer Bob Briggs
- 1985: J.O.E. i pułkownik (J.O.E. and the Colonel, TV) jako Pike
- 1986: Piątek, trzynastego VI: Jason żyje (Friday the 13th Part VI: Jason Lives) jako Oficer Pappes
- 2006: Błogość (The Bliss) jako Bill Smith
- 2011: Kapitan Ameryka: Pierwsze starcie (Captain America: The First Avenger) jako Dodgers Announcer (głos)